# Алюмінієва бронза

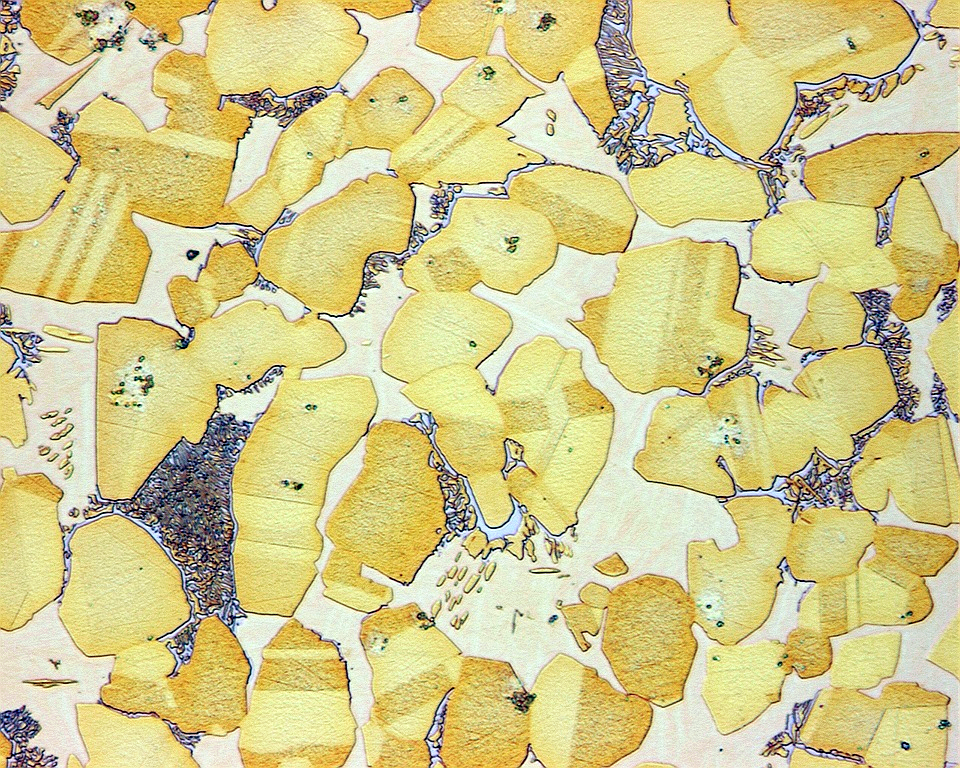
Мікроструктура алюмінієвої бронзи з 20% алюмінію

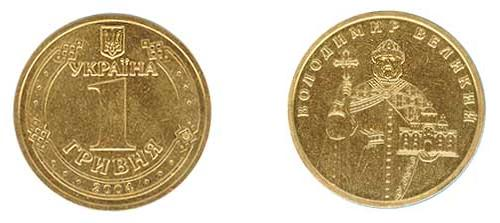
Одногривнева монета, виготовлена з алюмінієвої бронзи

Алюмі́нієва бро́нза — вид бронзи, у якої алюміній є основним легуючим металом, що додається до міді (на відміну від звичайної бронзи, де мідь легується оловом або латуні, де використовується цинк). Промислове застосування знайшли алюмінієві бронзи різного складу але при цьому більшість сплавів містить алюмінію в діапазоні від 5% до 11% за масою, решта маси становить мідь та інші легувальні елементи, такі як залізо, нікель, марганець і кремній.

## Хімічний склад сплавів
У таблиці наведено склади декількох типових стандартних алюмінієвих бронз, що обробляються тиском, та їх позначення за ГОСТ 18175-78 та ISO 428. У відсотках показано пропорційний склад сплаву за масою. Мідь становить решту і у таблиці не наводиться:
| Сплав за ISO 428 | Сплав за ГОСТ 18175-78 | Al        | Fe        | Ni        | Mn        | Zn        | As        |
| ---------------- | ---------------------- | --------- | --------- | --------- | --------- | --------- | --------- |
| CuAl5            | БрА5                   | 4,0…6,5%  | 0,5% max. | 0,8% max. | 0,5% max. | 0,5% max. | 0,4% max. |
| CuAl8            | БрА7                   | 7,0…9,0%  | 0,5% max. | 0,8% max. | 0,5% max. | 0,5% max. |           |
| CuAl8Fe3         |                        | 6.5…8,5%  | 1,5…3,5%  | 1,0% max. | 0,8% max. | 0,5% max. |           |
| CuAl9Mn2         | БрАМц9―2               | 8,0…10,0% | 1,5% max. | 0,8% max. | 1,5…3,0%  | 0,5% max. |           |
| CuAl10Fe3        | БрАЖ9―4                | 8,5…11,0% | 2,0…4,0%  | 1,0% max. | 2,0% max. | 0,5% max. |           |
| CuAl10Fe5Ni5     | БрАЖН10―4―4            | 8,5…11,5% | 2,0…6,0%  | 4,0…6,0%  | 2,0% max. | 0,5% max. |           |

## Властивості
Колір алюмінієвої бронзи солом'яно-жовтий, з червонястим відтінком, що нагадує колір золота. Основні фізико-механічні властивості у твердому стані: густина 7500…8200 кг/м³, температура плавлення 1040…1084 °C, твердість за Брінеллем 55…220 кгс/мм², границя міцності 20…75 кгс/мм², відносне видовження 20…75%.
Алюмінієві бронзи в порівнянні з іншими бронзовими сплавами мають більшу міцність і корозійну тривкість. Ці сплави демонструють низький рівень поверхневої корозії в атмосферних умовах, низький рівень окислення при високих температурах і слабку реакційну здатність з сірчистими сполуками та продуктами вихлопу двигунів внутрішнього згорання. Вони також стійкі до корозії у морській воді. В алюмінієвих бронзах стійкість до корозії забезпечується алюмінієвою компонентою сплаву, який вступає в реакцію з атмосферним киснем, утворюючи тонкий, жорсткий поверхневий шар оксиду алюмінію, що стає бар'єром для корозії багатого на мідь сплаву. Додавання заліза і мангану до 1% покращує стійкість до корозії алюмінієвої бронзи.

## Використання
Алюмінієві бронзи найчастіше використовуються в устаткуванні, де завдяки стійкості до корозії, вони мають перевагу у порівнянні з іншими конструкційними матеріалами. Сюди слід віднести підшипники і компоненти шасі у літаках, компоненти двигунів (особливо для морських суден), занурені у воду елементи конструкцій корпусів суден та їх гребні гвинти.
Алюмінієва бронза завдяки красивому золотисто-жовтому кольору і високій корозійній стійкості іноді також застосовується як замінник золота для виготовлення біжутерії та монет. Всі обігові українські монети номіналів 10, 25 та 50 копійок у 2001—2013 роках карбували саме з алюмінієвої бронзи. 
Алюмінієві бронзи найбільшим попитом користуються у наступних галузях і сферах:
- при виготовленні обладнання, що експлуатується в морських умовах;
- в обладнанні водопостачання;
- у нафтовій і нафтохімічній промисловості (наприклад, для виготовлення інструменту, що експлуатується у вибухонебезпечних середовищах);
- для виготовлення обладнання, що експлуатується в умовах корозійного середовища;
- для виготовлення декоративних елементів будівельних конструкцій.

Алюмінієва бронза піддається зварюванню в середовищі інертного газу (аргону).

## Термообробка
Вид термообробки бронз визначається виглядом діаграми стану Cu та основного легуючого компоненту.
Алюмінієві бронзи нормалізують при 600–700° С. Складнолеговані алюмінієві бронзи гартують з t = 950°С з штучним старінням при температурі 250–300° С.